# حرکت (ترانه کیت بوش)
«حرکت» تک‌آهنگی از هنرمند اهل بریتانیا کیت بوش است که در ۶ فوریه ۱۹۷۸ منتشر شد. این تک‌آهنگ در آلبوم لگد درون قرار داشت.